# Clathria cheliradians
Clathria cheliradians är en svampdjursart som först beskrevs av Topsent 1927.  Clathria cheliradians ingår i släktet Clathria och familjen Microcionidae.
Artens utbredningsområde är Portugal. Inga underarter finns listade i Catalogue of Life.